# John Legend
John Legend rođen je kao John Stephens (Springfield, Ohio, 26. prosinca 1978.), američki glazbenik. 
Dobitnik je čak 5 Grammy-a. Oba njegova albuma, prvi "Get Lifted" (objavljen kasne 2004.) i "Once Again" (objavljen u listopadu 2006. godine) imaju platinastu nakladu. Također John je surađivao s mnogobrojnim glazbenim zvijezdama uključujući  Aliciu Keys, Kanye Westa, Fort Minor i još mnoge druge. 
Na prvom albumu nalazimo četiri uspješna singla: "Used To Love U", "Ordinary People", "Number One" i "So High". Sa zadnjeg albuma "Once Again" dosad je objavljeno 3 singla a najnoviji je P.D.A. (We Just Don't Care). 
John je u braku s Chrissy Teigen.